# Soe Win
Pour les articles homonymes, voir Win.
Cette page contient des caractères spéciaux ou non latins. S’ils s’affichent mal (▯, ?, etc.), consultez la page d’aide Unicode.
Le général Soe Win (birman : စုိးဝင္‌း ; API : /sóu wín/), né en 1947 et mort le 12 octobre 2007, est un homme d'État birman. Il est Premier secrétaire du Conseil d'État pour le rétablissement de la loi et de l'ordre et le dixième Premier ministre de Birmanie du 19 octobre 2004 à sa mort.
Il est connu de la dissidence birmane comme « le boucher de Depayin » pour son rôle dans l'organisation du massacre de Depayin, lors duquel 70 partisans de la Ligue nationale pour la démocratie sont tués par un groupe paramilitaire payé par la junte (30 mai 2003).

## Biographie

### Ses débuts
Né à Taunggyi, dans l'État Shan, Soe Win fit partie de la 12e promotion de l'Académie de l'armée. Il prit part à la répression du mouvement pro-démocratique de 1988, déployant des troupes autour de l'Université de Rangoon et leur donna l'ordre de tirer sur l'Hôpital général de la ville durant le soulèvement. Il fut nommé troisième Commandant opérationnel de la région militaire Nord-Ouest en 1990.
En 1997, il fut nommé membre de la junte, alors nommée Conseil d'État pour le rétablissement de la loi et de l'ordre (SLORC) et chef de la région militaire Nord-Ouest (1997). Bouddhiste dévôt, il serait responsable de l'aggravation des persécutions contre les chrétiens de l'État Chin à cette époque.[réf. nécessaire]
En novembre 2001, il devint Commandant en Chef de l'armée de l'air du Cabinet de Guerre.
En février 2003, il fut promu Second secrétaire du Conseil d'État pour la Paix et le Développement (SPDC, nouveau nom du SLORC), poste resté vacant depuis le décès du général Tin Oo dans un accident d'hélicoptère deux ans auparavant. À ce titre, Soe Win est généralement considéré comme l'organisateur de l'attaque contre le leader de la Ligue nationale pour la démocratie Aung San Suu Kyi et ses partisans le 30 mai 2003 (massacre de Depayin, environ 70 morts).
La même année, il accompagna le général Than Shwe en visite d'état au Vietnam et en Chine. Il signa aussi l'ordre de renvoyer le Ministre des affaires étrangères Win Aung et son vice-ministre en septembre 2003.

### Premier ministre
Soe Win fut nommé premier ministre le 19 octobre 2004 par Than Shwe, président du SPDC, en remplacement du réformiste Khin Nyunt, « autorisé à se retirer pour raisons de santé »,. Khin Nyunt fut ensuite condamné par un tribunal spécial à 44 ans de prison pour corruption.
Premier secrétaire du SPDC et Premier ministre, Soe Win était le troisième personnage de l'état birman après le général Than Shwe et le vice-président du SPDC, le général Maung Aye. Proche de Than Shwe, Soe Win était réputé travailler en étroite concertation avec lui sur les projets d'infrastructures comme les barrages, routes et ponts.
Beaucoup plus « dur » que son prédécesseur Khin Nyunt, il a déclaré en janvier 2003 : « le SPDC non seulement ne parlera pas avec le NLD (Ligue nationale pour la démocratie), mais ne lui remettra jamais le pouvoir. »

### Décès
En mars 2007, Soe Win fut admis dans un hôpital privé de Singapour. En dépit du silence officiel sur la question, les médias rapportèrent qu'il souffrait 
d'une leucémie.
En avril, le général Thein Sein fut nommé Premier ministre par intérim,.
Soe Win revint en Birmanie le 3 mai, mais repartit pour Singapour en juin. Il revint en Birmanie le 1er octobre, après la vague de protestation démocratique d'août-septembre, et fut admis à l'hôpital militaire de Mingalardon, près de Rangoon.
L'agence birmane Mizzima News rapporta qu'il y était mort le lendemain à 17 h (heure locale). D'autres médias reprirent cette information,,,. Selon d'autres sources, il ne s'agissait que d'une rumeur, et Soe Win était seulement en soins intensifs,,,.
Le 5 octobre, Mizzima News démentit son premier rapport, citant un membre de la famille qui affirmait que Soe Win était encore vivant, quoique dans un état critique.
Sa mort fut officiellement annoncée par les autorités militaires le 12 octobre, à l'hôpital de Mingalardon,. Son frère jumeau, le général Tin Htun, était également mort de leucémie le 19 septembre,.

## Carrière
- Commandant du 12e Régiment d'Infanterie lègère (1990)
- Chef d'état-major de la région militaire Centre (1993)
- Commandant de la 66e Division d'Infanterie lègère (1996)
- Chef de la région militaire Nord-Ouest (1997) et président pour le SLORC de la Région de Sagaing
- Commandant en Chef de l'armée de l'air (novembre 2001) et membre du Conseil d'État pour la Paix et le Développement
- Second secrétaire du Conseil d'État pour la Paix et le Développement (février 2003)
- Premier secrétaire du Conseil d'État pour la Paix et le Développement (août 2003)
- Premier Ministre (19 octobre 2004)

## Sources
- (en) Cet article est partiellement ou en totalité issu de l’article de Wikipédia en anglais intitulé « Soe Win » (voir la liste des auteurs).